# Kristen meditation
Kristen meditation är en variant av meditation som anpassats till den kristna tron där man försöker göra sig medveten om Guds närvaro. Kristen meditation vill betona tron på att skatten inom oss, som vi människor söker, har kommit till människan. Skatten är Jesus.
Med meditation kan en kristen också mena eftertanke och begrundan av, samt fördjupning och inlevelse i ett bibelord.
För att kunna använda ordet meditation inom kristendom så måste man referera direkt från latinets betydelse (meditari, 'tänka efter' 'tänka över). Dock ska denna tid till eftertanke tillbringas i strävan efter Guds närvaro.
Man skulle kunna se bön som en sorts meditation. Men det finns en stor skillnad i det att avslappningen inte bör vara självcentrerad, utan att personens fokus ska ligger på Gud och inte innebär ett försök till att nå ett tillstånd där den mänskliga kroppens naturliga beteende och reaktioner neutraliseras.